# Toxocarpus racemosus
Toxocarpus racemosus là một loài thực vật có hoa trong họ La bố ma. Loài này được (Benth.) N.E. Br. miêu tả khoa học đầu tiên năm 1902.